# Das Zusammenwirken der irdischen Gewalten
Das Zusammenwirken der irdischen Gewalten (russisch Сродство мировых сил) ist ein absurd-komisches Kurzdrama des imaginären Schriftstellers Kosma Prutkow (1803–1863). Es erschien zuerst 1884 in der Kosma-Prutkow-Gesamtausgabe mit folgender Herkunftsangabe: „Aufgefunden im Portefeuille mit dem Aufdruck in Goldbuchstaben: ‚Unvollendete Werke (d’inachevé) Nr. 1.‘“ (Übersetzung Peter Urban)

## Handlung
Schon anhand der Figurenübersicht wird deutlich, dass es sich um ein absurdes Drama handelt. Gleich in der ersten Szene erhebt der Handlungsort, das tiefe Tal, selbst die Stimme. Das Tal wird zu mitternächtlicher Stunde von einem herannahenden Dichter geweckt. Dieser ergeht sich in Versen über seine Kindheit. Er ist voll Bitterkeit und hat mit der Welt abgeschlossen. In einem Astloch gewahrt er eine Eule, die davonfliegt und sich in einiger Entfernung auf einem Erdhügel niederlässt. Der Dichter wirft einen Erdklumpen nach ihr, doch die Eule lässt sich nicht beirren.
Der Dichter möchte seinem Leben ein Ende setzen, doch reicht der mitgebrachte Strick nicht an den untersten Ast der Eiche heran. Er steigt auf den Stapel seiner ebenfalls mitgeführten Gesammelten Werke. Doch erst durch den Nordwind wird der Strick wirklich hinaufbefördert, sogar zum höchsten und längsten Ast der Eiche. So hängt der Dichter schließlich in der Schlinge, doch seine Selbstmordabsichten werden vom Südsturm vereitelt, der die Eiche zum Einsturz bringt. Dabei wird eine Feldmaus erschlagen, der Dichter jedoch überlebt.
Bei Tagesanbruch begutachtet der Dichter seine Situation: Da er diese dunkle Stunde entgegen seinem Willen durchstanden hat, möchte er der Welt demnächst davon hymnisch Bericht erstatten. Von der eingestürzten Eiche nimmt er zwei Eicheln als Souvenir mit und verlässt mit seinen Gesammelten Werken den Ort des Geschehens. Das letzte Wort hat der „Chor der Generalversammlung der irdischen Gewalten“.

## Ausgaben
- Das Zusammenwirken der irdischen Gewalten. Mysterium in elf Auftritten. In: Fehler des Todes. Russische Absurde aus 2 Jahrhunderten. Herausgegeben und aus dem Russischen von Peter Urban. Frankfurt/Main: Verlag der Autoren 1990. S. 61–70.

## Volltext
- das Stück im russischen Original (lib.ru)